# Sabri Jaballah
Sabri Ben Abdelaziz Jaballah (28 giugno 1973) è un ex calciatore tunisino, di ruolo difensore.

## Club
Inizia la sua carriera come giocatore nel 1995 con La Marsa. Nel 1996 si trasferisce al Club Africain, dove ha giocato fino al 2001, con cui ha vinto due Coppe di Tunisia e la Champions League araba. La stagione seguente la trascorre al Sfaxien per poi tornare al La Marsa. La sua carriera si conclude nel 2005 con l'EOG Kram.

## Nazionale
Debutta nel 1995 con la Tunisia. L'anno successivo partecipa alla Coppa d'Africa in Sudafrica raggiungendo la notorietà per essere arrivato in finale ma viene sconfitto dai padroni di casa, il Sudafrica. Lo stesso anno partecipa anche ai Giochi della XXVI Olimpiade svoltisi ad Atlanta dove appare in un'amichevole contro gli Stati Uniti.
Nel 1998 partecipa ai Mondiali di calcio nei quali la Tunisia viene eliminata perché Henryk Kasperczak, l'allenatore, lascia la squadra; ma Jaballah non avrebbe giocato comunque perché era una riserva.
Partecipa alle qualificazioni dei Mondiali di calcio 2002, ma viene sconfitto.

## Palmarès

### Club

#### Competizioni nazionali
- Coppa di Tunisia: 2

Club Africain: 1998, 2000

#### Competizioni internazionali
- Champions League araba: 1

Club Africain: 1997